# Дълги припек
Дълги припек е село в Северна България. То се намира в община Златарица, област Велико Търново.

## География
Село Дълги припек се намира в планински район.